# Церковь Святого Михаила (Дзаудзи)
Церковь Святого Михаила (фр. Église de Saint-Michel) или церковь Дзаудзи — церковь в городе Дзаудзи в заморском департаменте Франции Майотта.

## Описание
Фундамент церкви Святого Михаила был заложен в 1849 году. Церковь Святого Михаила находится под прямым подчинением территориальной прелатуры Церкви Богоматери Фатимы, базирующейся в Мамудзоу, которая, в свою очередь, находится под юрисдикцией викариата архипелага Коморские Острова (Apostolicus Vicariatus Insularum Comorensium).